# Xã Liberty, Quận Henry, Ohio
Xã Liberty (tiếng Anh: Liberty Township) là một xã thuộc quận Henry, tiểu bang Ohio, Hoa Kỳ. Năm 2010, dân số của xã này là 2.581 người.